# Олефірівка (Синельниківський район)
Олефі́рівка — село в Україні, у Миколаївській сільській громаді Синельниківського району Дніпропетровської області. Населення становить 703 особи. До 2020 року орган місцевого самоврядування — Дмитрівська сільська рада.

## Географія
Село Олефірівка розташоване на лівому березі річки Самара, вище за течією на відстані 1,5 км розташоване село Бажани, нижче за течією на відстані 3 км розташоване село Богуслав (Павлоградський район), на протилежному березі — село Самарське (Павлоградський район). Річка в цьому місці звивиста, утворює лимани, стариці та заболочені озера. Поруч пролягають автошлях міжнародного значення М04E50 та залізниця, станція Богуславський (за 5 км).

## Населення
За даними перепису населення 2001 року у селі проживали 703 особи.
Рідною мовою назвали:
| Мова       | Кількість осіб | Відсоток |
| ---------- | -------------- | -------- |
| українська | 658            | 93,60 %  |
| російська  | 43             | 6,12 %   |
| інші       | 2              | 0,28 %   |

## Історія
У 1787 році село Олефірівка було засновано вихідцем з села Дмитрівка. Село заселялось дуже повільно. Станом на 1900 рік в селі налічувалось 9 подвір'їв.
З 1 жовтня 1923 року село перебувало в складі Петропавлівського району.
12 червня 2020 року, відповідно до розпорядження Кабінету Міністрів України № 709-р від «Про визначення адміністративних центрів та затвердження територій територіальних громад Дніпропетровської області», увійшло до складу Миколаївської сільської громади.
19 липня 2020 року, в результаті адміністративно-територіальної реформи та ліквідації Петропавлівського району, село увійшло до складу новоутвореного Синельниківського району.

## Природна пам'ятка
Біля села знаходиться курган бронзової доби.

## Об'єкти соціальної сфери
- Середня загальноосвітня школа I—II ст.
- Амбулаторія.
- Клуб.